# مصطفی سالاری
مصطفی سالاری (زادهٔ ۱۳۵۵ دشتستان) سیاستمدار، حقوقدان و مدیر اجرایی ایرانی است که از سال ۱۴۰۳ برای دومین بار به‌عنوان مدیرعامل سازمان تأمین اجتماعی فعالیت می‌کند.
وی در دولت یازدهم در فاصله سالهای ۱۳۹۲ تا ۱۳۹۶ استاندار بوشهر بود. در ابتدای فعالیت دولت دوازدهم، از ۱۳۹۶ تا ۱۳۹۸ به سمت استاندار گیلان منصوب شد و پس از آن به عنوان مدیرعامل سازمان تأمین اجتماعی فعالیت می‌کرد.
وی کارشناسی ارشد و دکترای حقوق عمومی از دانشکده حقوق و علوم سیاسی دانشگاه تهران دارد و عضو هیئت علمی (استادیار) مؤسسه مطالعات بین‌المللی انرژی (وابسته به وزارت نفت) می‌باشد.

## سازمان تأمین اجتماعی
در تاریخ ۴ تیر ۱۳۹۸ با تأیید هیئت امنای سازمان تأمین اجتماعی، مصطفی سالاری، مدیرعاملسازمان تأمین اجتماعی شد. طرح متناسب‌سازی حقوق بازنشستگان بعد از وقفه پانزده ساله، اجرای نسخه الکترونیک و حذف دفترچه‌های کاغذی، طرح تحول دیجیتال (۳۰۷۰)، طرح مقررات‌زدایی و تجمیع و تنقیح بخشنامه‌های سازمان، توسعه مرکز پاسخگویی ۲۴ ساعته ۱۴۲۰، تأمین منابع درآمدی پایدار و بلندمدت با وصول بی‌سابقه ۱۲۳ همت از مطالبات سازمان از دولت، از جمله اقداماتی است که در دوره اول مدیریت سالاری در سازمان تأمین اجتماعی اجرایی گردید.
سالاری در ۱۷ مهر ۱۴۰۳ با حکم احمد میدری به‌عنوان سرپرست سازمان تأمین اجتماعی معرفی شد. او اولین مدیرعامل سازمان تأمین اجتماعی است که در دو مقطع برای این مسئولیت انتخاب شده است.

## استانداری گیلان
مصطفی سالاری، استاندار گیلان (جوان‌ترین استاندار کشور) همان گونه که در جلسه معارفه خود وعده داده بود در اجرای سیاست‌ها و مواضع رئیس‌جمهوری مبنی بر به‌کارگیری بیشتر از ظرفیت بانوان و جوانان در سطوح مختلف مدیریتی و تربیت مدیران آینده، دستورالعمل «به‌کارگیری جوانان و بانوان در مناصب مدیریتی» را ابلاغ کرد. سالاری بواسطه بکارگیری جوانان و بانوان در سطوح مدیریتی استان گیلان به عنوان استاندار نمونه توسط ستاد ملی ساماندهی جوانان برگزیده شد. وی در تیرماه ۱۳۹۸ به دلیل گزارش‌های متعدد بهنام صفارزاده، خبرنگار اقتصادی گیلان به دلیل آنچه فساد و رانت در استانداری گیلان منتشر گردید عزل شد.

## استانداری بوشهر
مصطفی سالاری، در جلسه هیئت دولت مورخ ۱۳ آذر ۱۳۹۲ به عنوان استاندار بوشهر برگزیده شد. او که جوان‌ترین استاندار دولت یازدهم بود، طرح امید اجتماعی را تدوین و اجرایی کرد که توسط دولت برای اجرا به همه استان‌های کشور ابلاغ شد.

## سایر سوابق اجرایی و علمی
مصطفی سالاری، فعالیت شغلی خود را از وزارت آموزش و پرورش آغاز کرد و در سال ۱۳۸۱ به وزارت نفت منتقل شد.مدیر حقوقی سازمان منطقه ویژه اقتصادی پارس جنوبی از سال ۱۳۸۲ تا ۱۳۸۴ و پس از آن قائم‌مقام پارس جنوبی از سال ۱۳۸۴ تا ۱۳۸۷ بود و از سال ۱۳۸۷ تا ۱۳۹۲ در وزارت نفت در تهران مشغول به کار بود.
سالاری در حال حاضر مدرس مدعو دانشگاه تهران بوده و دارای مدرک دکتری تخصصی Ph.D رشته حقوق عمومی دانشگاه تهران است و تاکنون نیز دو کتاب با عناوین "تحصیل و تملک اراضی توسط دولت" و " الگوی جدید قراردادهای نفتی ایران از منظر قانون اساسی " تألیف و منتشر کرده است.
وی همچنین دارای مدرک دکترای حرفه‌ای مدیریت(DBA) از دانشگاه بوردو فرانسه است.